# Gadila boissevainae
Gadila boissevainae är en blötdjursart som först beskrevs av Jaeckel 1932.  Gadila boissevainae ingår i släktet Gadila och familjen Gadilidae. Inga underarter finns listade i Catalogue of Life.